# Санчес, Эмилио
Эмилио Анхель Санчес Викарио (исп. Emilio Angel Sánchez Vicario; род. 29 мая 1965 в Мадриде) — бывший испанский профессиональный теннисист, бывшая первая ракетка мира в парном разряде. Брат Аранчи и Хавьера Санчеса Викарио. Трёхкратный победитель турниров Большого шлема и серебряный призёр Олимпиады 1988 года в Сеуле в мужском парном разряде, двукратный победитель турниров Большого шлема в смешанном парном разряде.

## Игровая карьера
Эмилио Санчес стал чемпионом Испании в 1983 году. В том же году провёл свои первые матчи в профессиональных турнирах (класса ATP Challenger). Уже в  следующем году дошёл до четвёртого круга Открытого чемпионата Франции в одиночном разряде. Был одним из посеянных на показательном Олимпийском теннисном турнире в Лос-Анджелесе, но проиграл уже во втором круге.
Первый турнир Гран-При выиграл в 1985 году (в Кицбюэле, Австрия, в паре с соотечественником Серхио Касалем, остававшимся его основным партнёром на протяжении всей карьеры, в течение которой они совместно выиграли 44 турнира Гран-При и АТР). Первый титул в одиночном разряде завоевал в 1986 году в Ницце.
Пик карьеры Санчеса пришёлся на 1987 и 1988 годы. В 1987 году они с Касалем выигрывают шесть турниров Гран-При и впервые выходят в финал турнира Большого шлема — Уимблдонского турнира. В смешанных парах Санчес в этом году выигрывает два турнира Большого шлема: сначала Открытый чемпионат Франции с Пэм Шрайвер, а затем Открытый чемпионат США с Мартиной Навратиловой. Он также побеждает на четырёх турнирах в одиночном разряде.
В 1988 году пара Касаль—Санчес выигрывает два турнира Большого шлема: Открытый чемпионат Франции и Открытый чемпионат США. Всего за этот год они побеждают в рекордных для себя десяти турнирах и выходят в финал Олимпийского турнира в Сеуле, где были посеяны вторыми. В финале они уступают посеянным первыми американцам Сегусо и Флэчу (в одиночном разряде Санчес проиграл во втором круге). Они также доходят до финала турнира «Мастерс», итогового турнира года по версии АТР. В начале 1989 года Санчес поднимается на первую строчку в рейтинге теннисистов в парном разряде.
После 1988 года Эмилио Санчес ещё дважды выходил в финал турниров Большого шлема. В 1990 году они с Касалем выиграли Открытый чемпионат Франции. Помимо этого, они победили ещё в шести турнирах, а в чемпионате мира по версии АТР вторично дошли до финала, где проиграли Ги Форже и Якобу Гласеку. В этом году Санчес поднялся на высшую для себя седьмую позицию в рейтинге теннисистов в одиночном разряде.
На следующий год Эмилио со своей сестрой Аранчей вышел в финал Открытого чемпионата США, где их обыграла голландская пара Манон Боллеграф и Том Нейссен. В том же году он выиграл три турнира в одиночном разряде.
На Олимпиаде 1992 года в Барселоне Санчес добивается значительного успеха в одиночном разряде: он, будучи посеянным двенадцатым, доходит до четвертьфинала, где в упорной борьбе (четыре сета, из них два проиграны со счётом 6–7) уступает будущему чемпиону Марку Россе. В парном разряде они с Касалем были посеяны третьими, но также проиграли в четвертьфинале и тоже будущим чемпионам, Беккеру и Штиху, хотя тут немцам для победы понадобились все пять сетов, один из которых тоже был выигран на тай-брейке.
Свой последний турнир АТР Санчес выиграл в 1995 году в Монтевидео в паре с Касалем, а свой последний профессиональный турнир в качестве игрока провёл в 1998 году в Барселоне.

## Участие в финалах турниров Большого шлема (7)

### Мужской парный разряд (4)

#### Победы (3)
| Год  | Турнир                         | Покрытие | Партнёр       | Соперники в финале            | Счёт в финале       |
| ---- | ------------------------------ | -------- | ------------- | ----------------------------- | ------------------- |
| 1988 | Открытый чемпионат Франции     | Грунт    | Андрес Гомес  | Джон Фицджеральд Андерс Яррид | 6–3, 6–78, 6–4, 6–3 |
| 1988 | Открытый чемпионат США         | Хард     | Серхио Касаль | Рик Лич Джим Пух              | без игры            |
| 1990 | Открытый чемпионат Франции (2) | Грунт    | Серхио Касаль | Горан Иванишевич Петр Корда   | 7–5, 6–3            |

#### Поражение (1)
| Год  | Турнир              | Покрытие | Партнёр       | Соперники в финале     | Счёт в финале             |
| ---- | ------------------- | -------- | ------------- | ---------------------- | ------------------------- |
| 1987 | Уимблдонский турнир | Трава    | Серхио Касаль | Роберт Сегусо Кен Флэч | 6–3, 7–66, 6–73, 1–6, 4–6 |

### Смешанный парный разряд (3)

#### Победы (2)
| Год  | Турнир                     | Покрытие | Партнёр             | Соперники в финале           | Счёт в финале |
| ---- | -------------------------- | -------- | ------------------- | ---------------------------- | ------------- |
| 1987 | Открытый чемпионат Франции | Грунт    | Пэм Шрайвер         | Лори Макнил Шервуд Стюарт    | 6–3, 7–64     |
| 1988 | Открытый чемпионат США     | Хард     | Мартина Навратилова | Бетси Нагельсен Пол Аннаконе | 6–4, 6–7, 7–6 |

#### Поражение (1)
| Год  | Турнир                 | Покрытие | Партнёр               | Соперники в финале          | Счёт в финале |
| ---- | ---------------------- | -------- | --------------------- | --------------------------- | ------------- |
| 1991 | Открытый чемпионат США | Хард     | Аранча Санчес-Викарио | Манон Боллеграф Том Нейссен | 2–6, 6–7      |

## Тренерская карьера
В 1998 году со своим постоянным партнёром Серхио Касалем Санчес основал теннисную академию. В настоящее время филиалы академии работают в Алабаме и Флориде.
Эмилио Санчес три года был капитаном сборной Испании в Кубке Дэвиса. Под его руководством команда Испании завоевала этот трофей в 2008 году, после чего он ушёл с занимаемого поста, на котором его сменил Альберт Коста.
В 2009 году он подписал контракт с федерацией тенниса Бразилии. Он занял пост национального координатора по теннису.

## Интересные факты
На протяжении карьеры Эмилио Санчес трижды выигрывал турниры в паре со своим братом Хавьером и двенадцать раз встречался с ним в одиночном разряде. Счёт их личных встреч в одиночном разряде 10:2 в пользу Эмилио; в том числе он дважды побеждал младшего брата в турнирах Большого шлема и один раз — в финале турнира (в Мадриде в 1987 году). Две победы Хавьера относятся к последним годам карьеры Эмилио.